# Gonodactylus lacunatus
Gonodactylus lacunatus är en kräftdjursart. Gonodactylus lacunatus ingår i släktet Gonodactylus och familjen Gonodactylidae. Inga underarter finns listade i Catalogue of Life.